# Falaises de Niolon
Falaises de Niolon este o arie protejată (arie de protecție specială avifaunistică — SPA) din Franța întinsă pe o suprafață de 144 ha, integral pe uscat.

## Localizare
Centrul sitului Falaises de Niolon este situat la coordonatele 43°20′39″N 5°14′45″E / 43.34417°N 5.24583°E.

## Înființare
Situl Falaises de Niolon a fost declarat arie de protecție specială avifaunistică în baza directivei 79/409 din 1979 referitoare la conservarea păsărilor sălbatice pentru a proteja 12 specii de animale.

## Biodiversitate
Situată în ecoregiunea mediteraneană, aria protejată nu include niciun habitat protejat.
La baza desemnării sitului se află mai multe specii protejate de  păsări (12): fâsă-de-câmp (Anthus campestris), buha (Bubo bubo), pasărea ogorului (Burhinus oedicnemus), șerpar (Circaetus gallicus), erete de stuf (Circus aeruginosus), erete vânăt (Circus cyaneus), presură de grădină (Emberiza hortulana), șoim călător (Falco peregrinus), Hieraaetus fasciatus, gaia neagră (Milvus migrans), Pyrrhocorax pyrrhocorax, silvie de tufiș (Sylvia undata).
Pe lângă speciile protejate, pe teritoriul sitului au mai fost identificate 18 specii de păsări.